# La vedova della collina
La vedova della collina (Widow on the Hill) è un film per la televisione del 2005 diretto da Peter Svatek. È una produzione congiunta di Stati Uniti d'America e Canada.

## Trama
La bellissima Linda Dupree in viaggio in moto col suo terzo marito entra in un locale per comprare delle birre, ma nell'uscire vede il marito andare via e piantarla in asso. Sola e senza sapere cosa fare e dove andare, la splendida Linda camminando vede una casa su una collina, che le fa subito crescere il desiderio di viverci. 
In pochi anni Linda pianifica la sua strada. Si diploma come infermiera, e viene a sapere che in quella casa ne hanno proprio bisogno. Così si reca, fa conoscenza con Hank Cavanaugh, la figlia Jenny, e Felicia, la moglie di Hank che ha bisogno di cure. Linda dal suo arrivo si comporta come un angelo conquistandosi la simpatia di tutti. Hank la accompagna alla tavola calda dove lavora la figlia Jenny presentandola anche ai suoi amici. Ma quando se ne vanno, Jenny e Rick si scambiano opinioni su Linda, in particolare Rick consiglia di farsi mandare un'altra infermiera dall'ospedale. Jenny si convince della cosa quando vede Linda con suo padre che le fa delle carezze quasi a scopo seduttivo, cosa che la innervosisce dal momento che la madre sta per morire. 
Alla casa arriva anche la sorella di Jenny, Monica, che era andata a vivere col suo sposo ma ha fatto ritorno per salutare la madre. Felicia muore, e dopo il funerale Linda cerca di consolare tutti ottenendo l'ammirazione di tutti tranne che di Jenny. Alla sera Linda approfitta di un momento di solitudine di Hank per andare a fargli visita, Hank le fa l'invito di recarsi in chiesa e non appena cerca di andarsene Hank la trattiene, e Linda comincia a trascinarlo in effusioni amorose. 
La sera seguente Hank accompagna Linda a casa di amici facendole indossare la pelliccia che apparteneva a sua moglie, ma prima di entrare Linda gli mostra che sotto la pelliccia indossa solo la biancheria intima. Hank e Linda si trattengono poco in quella casa, e si recano a casa di lei dove si toglie la pelliccia, e Hank sedotto dalla stupenda infermiera si lascia travolgere dalla passione.
Il mattino dopo Hank torna alla sua abitazione e vede Jenny che parte. Chiede a sua figlia cosa sta facendo, e Jenny gli risponde che non approva il comportamento del padre, che l'ha lasciata tutta la notte ad aspettarlo, costringendola a credere che abbia copulato con Linda quando ancora dovrebbe essere in lutto per la madre. Durante una cena Hank invita a casa le sue figlie, e gli comunica che commosso dal sostegno morale che ha ricevuto da Linda le ha chiesto di sposarlo. Monica appoggia il padre mentre Jenny rimane disgustata. Successivamente Jenny e Monica discutono della questione, e di nuovo non si trovano d'accordo.
Hank e Linda si sposano, ma ancora Jenny non riesce a convincersi di Linda; e sebbene Rick insista a considerarla in maniera positiva solo per fare un favore al padre nemmeno stavolta il tentativo va a buon fine. Jenny si accorge che Linda porta un anello che apparteneva a sua madre e che spettava a lei.
Un giorno Jenny sorprende Linda baciarsi con Kevin (un ragazzo che lavora per Hank) nel fienile, e la minaccia di riferire quanto ha visto a suo padre, ma Linda sa bene che suo padre non le crederebbe visti i suoi problemi con l'alcol. Col tempo Linda inizia a frequentare Kevin sempre più in pubblico, attirando l'attenzione del paese. Gli abitanti capiscono che la situazione di Hank è vergognosa ma non hanno il coraggio di dirglielo. Ancora una volta nel fienile Linda viene sorpresa far l'amore con Kevin, stavolta da Rick. Anche Rick è intenzionato a farlo sapere a Hank, ma Linda con la seduzione riesce a convincerlo a far l'amore con lui e a cavarsela anche stavolta. 
Una notte Rick telefona a Jenny dicendole che deve riferire a suo padre che Linda lo tradisce con Kevin, e che la cosa è ormai risaputa da tutti. Jenny agisce di conseguenza, ma Hank rifiuta di crederci, perché è convinto che sua figlia stia solo cercando il modo di scaricarla. Ma quando un giorno in chiesa Hank si accorge di Linda e Kevin che insieme sorridono capisce quello che effettivamente sta accadendo. Hank discute la cosa con Linda, e sebbene quest'ultima tenti invano di giustificare il suo comportamento con Kevin, Hank le fa sapere che intende divorziare. Hank va alla tavola calda dove lavora la figlia Jenny e incontra Kevin. Gli dice che è venuto a sapere della loro relazione, ma non ha intenzione di licenziarlo, e vuole che lasci stare sua moglie. Nell'andarsene Hank viene colto da un malore e sviene. Linda al risveglio gli controlla la pressione e afferma che è tutto regolare, e nonostante Jenny insista per farlo vedere da un dottore lui rifiuta. Approfittando della situazione che si è venuta a creare, Linda riesce a ottenere il perdono da parte di Hank e a non ottenere quindi il divorzio.
Durante una cena a casa di Hank, mentre Linda mangia con Kevin e Rick, sentono un rumore provenire dalla sua stanza. Corrono di sopra e trovano Hank disteso a terra. Linda inizia la rianimazione e Rick chiama un'ambulanza, ma all'arrivo di quest'ultima Hank è già deceduto. Più tardi Rick ritorna nella camera di Hank, e trova Kevin in compagnia di Linda, la quale guarda un documento e sorridente dice "è tutto a posto". 
Linda confida a Monica e Jenny che il loro padre voleva essere cremato, ma nessuno le crede. Jenny si convince che sia stata Linda a uccidere suo padre, ma la gente le dice che è paranoica; eccetto Rick. Rick è convinto che Hank non sia morto per un normale arresto cardiaco, ma che Linda gli abbia fatto qualcosa, le racconta della notte in cui suo padre è morto, di come Linda abbia fatto un giro strano, andando prima nel ripostiglio e poi da Hank.
Jenny riesce ad ottenere l'autorizzazione per fermare la cremazione in modo che venga eseguita un'autopsia sul cadavere di suo padre. In seguito si recano nello sgabuzzino cercando qualcosa che possa incriminare Linda. Trovano un flacone di morfina e inoltre scoprono che Linda ha ereditato la casa sulla collina come era da contratto prematrimoniale. Allo stesso tempo Rick confida a Kevin di lasciare Linda prima che faccia anche lui una brutta fine.
Un giorno Jenny si reca a quella che era stata a casa sua e che ora è di Linda, dicendole che da quanto è emerso dall'autopsia Hank è morto per un'overdose di morfina, la stessa che si trovava nel ripostiglio, che presto verrà processata per l'omicidio di suo padre, e che Kevin stavolta non le coprirà le spalle.

## Produzione
Le riprese del film si sono svolte a Toronto, in Canada.